# Adri Geelhoed
Adri Geelhoed (Nieuwdorp, 15 maart 1957) is een Nederlandse kunstenaar. 

## Biografie
Geelhoed studeerde van 1976-1981 aan de Academie voor Beeldende Vorming in Tilburg. Van 1984-1990 volgde hij de lerarenopleiding MO-B tekenen. Hij was werkzaam in het voortgezet onderwijs in de beeldende vakken en ontwikkelde daarnaast zijn werk als beeldend kunstenaar. Hij is lid van de Zeeuwse Kunstkring en staat ingeschreven bij het Centrum voor Beeldende Kunst Zeeland. Geelhoed woont in ’s-Heer Hendrikskinderen en heeft een atelier in Goes.

## Werk
Geelhoed schildert voornamelijk het Zeeuwse landschap. Daarnaast maakt hij abstracte composities. Hij werkt bij voorkeur met acrylverf en op panoramisch formaat. Van 2016 tot 2018 maakte hij de reeks Hommage aan de Hedwige, twintig schilderijen over de met ontpoldering bedreigde Hertogin Hedwigepolder. Voor de Ontmoetingskerk in Goes ontwierp hij vier antependia.

## Tentoonstellingen (selectie)
- 1998 Middelburg, Vleeshal: Zeeuwse Kunstkring jubileumtentoonstelling
- 2008 Kemerovo (Rusland),  Provinciaal Kunstmuseum: Landscapes of Holland
- 2010 Amsterdam, Galerie Libbe Venema: Pastorale
- 2010 Langbroek, Art Options: Zomers Nederland III
- 2015 Mariakerke (België), Kasteel Claeys-Bouuaërt: Gent kleurt oranje (met Zeeuwse Kunstkring)
- 2016 Domburg, Marie Tak van Poortvlietmuseum: Naar Zeeland! Schilders van het Zeeuwse landschap[7]
- 2018 Goes, Grote of Maria Magdalenakerk: De Stilte
- 2019 Bergen op Zoom, Markiezenhof: Lage Landen
- 2024 Axel, Museum Het Warenhuis: Ontmoetingen[8]

## Publicaties
- 2011 We vonden het huis, gedichten van Hans Dingemanse en collages van Adri Geelhoed. Goes: Impersant
- 2012 Zeeuwse kleuren & vergezichten. Goes: Het Paard van Troje
- 2021 Levenswerk: Leendert Houtekamer, beeldhouwer (1956-2020)[9]